# Мучниця
Мучниця (Arctostaphylos) ((/ˌɑːrktoʊˈstæfɪləs, -lɒs/; від ἄρκτος «ведмідь» і σταφυλή «виноградне гроно») — рід рослин, що включає мучницю ([ˌmænzəˈniːtəz]) і ведмежі ягоди. Являє собою чагарники або невеликі дерева.
Існує близько 60 видів роду Arctostaphylos, від приземкуватих арктичних, прибережних і гірських видів до невеликих дерев до 6 м заввишки. Більшість з них вічнозелені (один вид листопадний), з дрібним овальним листям 1-7 см завдовжки, розташованим на стеблах по спіралі. Квітки дзвоникоподібні, білі або блідо-рожеві, зібрані в невеликі китиці по 2-20 штук; цвітіння відбувається навесні. Плоди — дрібні ягоди, що дозрівають влітку або восени. Ягоди деяких видів їстівні.
Види Arctostaphylos використовуються як кормові рослини личинками деяких видів лускокрилих, включаючи Coleophora arctostaphyli (яка живиться виключно A. uva-ursi) та Coleophora glaucella.

## Поширення

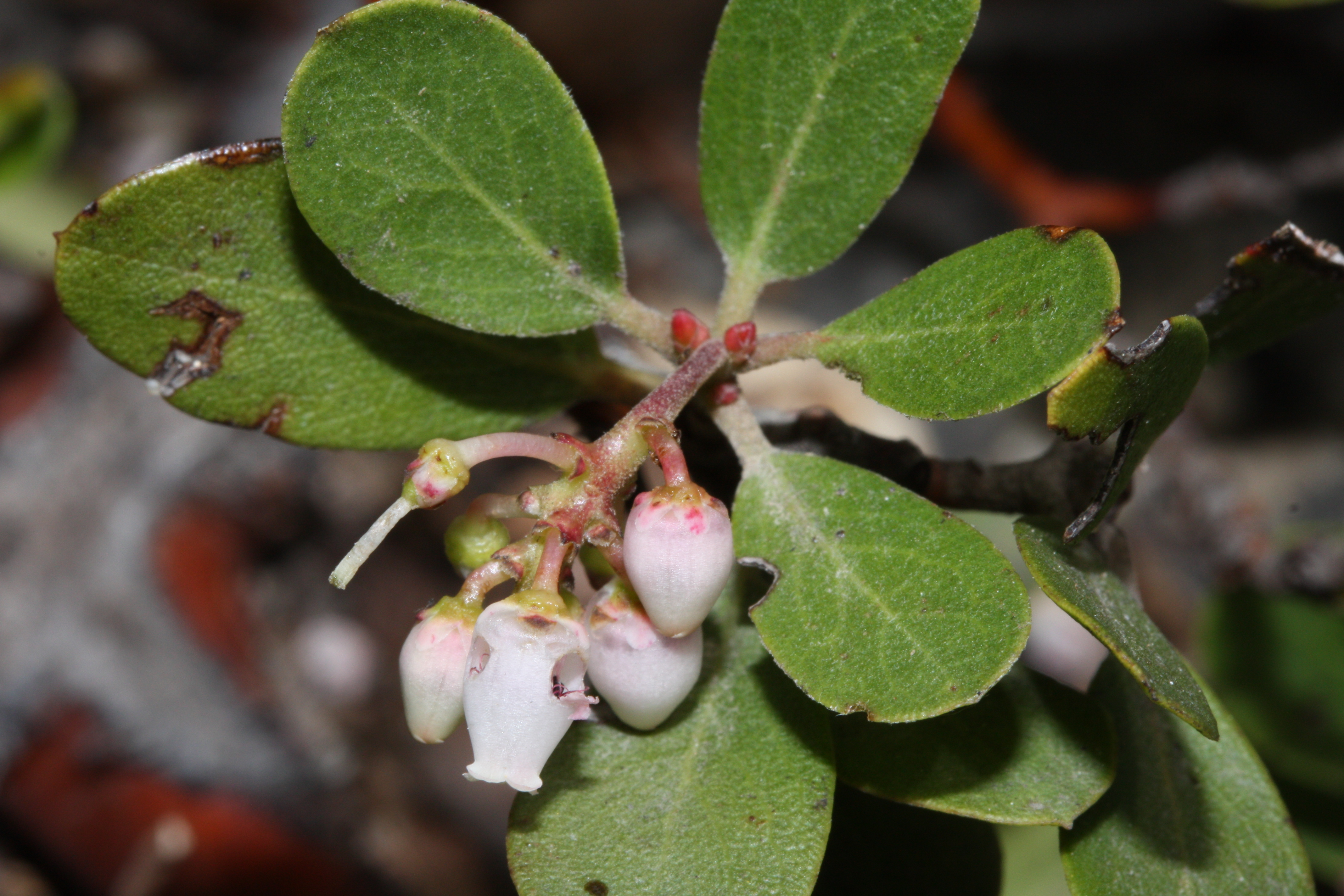
Мучниця пінемат (A. nevadensis) зустрічається від Вашингтона до Каліфорнії.
Мучниці, основна частина видів роду Arctostaphylos, присутні в чапарральному біому на заході Північної Америки, де вони зустрічаються від півдня Британської Колумбії в Канаді, Вашингтона до Каліфорнії і Нью-Мексико в США, а також на більшій частині північної і центральної Мексики.
Три види мучниці — A. alpina (альпійська мучниця), A. rubra (червона мучниця) і A. uva-ursi (звичайна мучниця) — пристосувалися до арктичного і субарктичного клімату і мають циркумполярне поширення на півночі Північної Америки, в Азії та Європі.
Незвичайна популяція мучниці зустрічається на горі Худ, в окрузі Сонома, Каліфорнія, де ростуть карликові ліси з домінуванням мендоського кипариса.

## Викопні рештки
Один викопний плід †Arctostaphylos globula і кілька викопних плодів †Arctostaphylos menzelii були описані в середньоміоценових шарах району Фастерхолт поблизу Сілкеборга в Центральній Ютландії, Данія.

## Вирощування
Вирощування, як правило, ускладнене через грибкові захворювання, а також через засоленість та лужність ґрунту. У спекотну погоду слід уникати надмірного поливу. Деякі сорти легше вирощувати.

## Таксономія
У роді Arctostaphylos визнані наступні види:
- Arctostaphylos acutifolia Eastw.
- Arctostaphylos andersonii A.Gray
- Arctostaphylos auriculata Eastw.
- Arctostaphylos australis Eastw.
- Arctostaphylos bakeri Eastw.
- Arctostaphylos bolensis P.V.Wells
- Arctostaphylos canescens Eastw.
- Arctostaphylos catalinae P.V.Wells
- Arctostaphylos caucasica Lipsch.
- Arctostaphylos columbiana Piper
- Arctostaphylos confertiflora Eastw.
- Arctostaphylos cratericola (Donn.Sm.) Donn.Sm.
- Arctostaphylos crustacea Eastw.
- Arctostaphylos cruzensis Roof
- Arctostaphylos densiflora M.S.Baker
- Arctostaphylos edmundsii J.T.Howell
- Arctostaphylos franciscana Eastw.
- Arctostaphylos gabilanensis V.T.Parker & M.C.Vasey
- Arctostaphylos glandulosa Eastw.
- Arctostaphylos glauca Lindl.
- Arctostaphylos glutinosa B.Schreib.
- Arctostaphylos × helleri Eastw.
- Arctostaphylos hispidula Howell
- Arctostaphylos hookeri G.Don
- Arctostaphylos hooveri P.V.Wells
- Arctostaphylos imbricata Eastw.
- Arctostaphylos incognita J.E.Keeley, Massihi, J.Delgad. & Hirales
- Arctostaphylos insularis Greene & Parry
- Arctostaphylos × jepsonii Eastw.
- Arctostaphylos klamathensis S.W.Edwards, Keeler-Wolf & W.Knight
- Arctostaphylos × laxiflora A.Heller ex Eastw.
- Arctostaphylos luciana P.V.Wells
- Arctostaphylos malloryi (W.Knight & Gankin) P.V.Wells
- Arctostaphylos manzanita Parry
- Arctostaphylos × media Greene
- Arctostaphylos mewukka Merriam
- Arctostaphylos montana Eastw.
- Arctostaphylos montaraensis Roof
- Arctostaphylos montereyensis Hoover
- Arctostaphylos moranii P.V.Wells
- Arctostaphylos morroensis Wiesl. & B.Schreib.
- Arctostaphylos myrtifolia Parry
- Arctostaphylos nevadensis A.Gray
- Arctostaphylos nissenana Merriam
- Arctostaphylos nortensis (P.V.Wells) P.V.Wells
- Arctostaphylos nummularia A.Gray
- Arctostaphylos obispoensis Eastw.
- Arctostaphylos ohloneana M.C.Vasey & V.T.Parker
- Arctostaphylos osoensis P.V.Wells
- Arctostaphylos otayensis Wiesl. & B.Schreib.
- Arctostaphylos pacifica Roof
- Arctostaphylos pajaroensis J.E.Adams
- Arctostaphylos pallida Eastw.
- Arctostaphylos parryana Lemmon
- Arctostaphylos × parvifolia Howell
- Arctostaphylos patula Greene
- Arctostaphylos pechoensis (Abrams) Dudley ex Abrams
- Arctostaphylos peninsularis P.V.Wells
- Arctostaphylos pilosula Jeps. & Wiesl.
- Arctostaphylos pringlei Parry
- Arctostaphylos pumila Nutt.
- Arctostaphylos pungens Kunth
- Arctostaphylos purissima P.V.Wells
- Arctostaphylos rainbowensis J.E.Keeley & Massihi
- Arctostaphylos refugioensis Gankin
- Arctostaphylos regismontana Eastw.
- Arctostaphylos × repens (Howell) P.V.Wells
- Arctostaphylos rudis Jeps. & Wiesl.
- Arctostaphylos sensitiva Jeps.
- Arctostaphylos silvicola Jeps. & Wiesl.
- Arctostaphylos stanfordiana Parry
- Arctostaphylos × strigosa Howell
- Arctostaphylos tomentosa (Pursh) Lindl.
- Arctostaphylos uva-ursi (L.) Spreng.
- Arctostaphylos virgata Eastw.
- Arctostaphylos viridissima (Eastw.) McMinn
- Arctostaphylos viscida Parry
- Arctostaphylos wellsii W.Knight

Див. також близькоспоріднений рід Comarostaphylis, який раніше часто включали до Arctostaphylos.